# Feroras
Feroras (ur. ok. 65 p.n.e., zm. 7 p.n.e.) – brat Heroda Wielkiego, tetrarcha Perei.
Był najmłodszym synem Antypatra i Kypros I. Przypuszczalnie urodził się w Marisie. W 64 p.n.e. wraz z rodzeństwem został powierzony przez ojca opiece króla Nabatejczyków.
W czasie wojny, którą toczył jego brat Herod Wielki z Antygonem, królem Judei, w 39 p.n.e. zadaniem Ferorasa było ufortyfikowanie twierdzy Aleksandrejon. W 38 p.n.e. Feroras zapłacił Antygonowi 50.lentów w zamian za głowę swojego brata Józefa II, który zginął w walce z wojskami Antygona.
W 30 p.n.e., gdy Herod Wielki wyjechał na Rodos spotkać się z Oktawianem Augustem, Feroras zarządzał Judeą. W późniejszych latach Feroras faktycznie współrządził z Herodem. Od starszego brata otrzymał Pereę. W 20/19 p.n.e. oficjalnie został jej tetrarchą za zgodą cesarza Oktawiana Augusta. Siedzibą Feroarosa został pałac w Betharamtha.
Między 37 p.n.e. a 26 p.n.e. Feroras poślubił nieznaną z imienia księżniczkę z dynastii Hasmoneuszy, siostrę Mariamme I, żony Heroda.
Za życia żony Feroras planował ucieczkę do Partii ze swoją kochanką, niewolnicą o nieznanym imieniu. Plany wyszły na jaw, oskarżano Ferorasa niesłusznie nawet o próbę otrucia Heroda, jednak uzyskał przebaczenie od brata.
Po śmierci pierwszej żony Ferorasa Herod Wielki chciał go zaręczyć ze swoją najstarszą córką Salampsio. Tetrarcha Perei odmówił i ożenił się ze swoją kochanką-niewolnicą.
Feroras odgrywał istotną rolę w intrygach na herodiańskim dworze. W 14 p.n.e., gdy Herod wrócił z Pontu, oskarżył przed nim jego synów Aleksandra i Arystobula, że spiskują przeciwko ojcu. Z kolei Aleksandrowi wmawiał, że Herod Wielki jest zakochany w jego żonie Glafirze. Przypuszczalnie Feroras działał pod wpływem innego ze swoich bratanków – Antypatra II. Herod miał o to pretensje do brata, jednak Feroras zrzucił całą winę na ich siostrę Salome I.
W 13 p.n.e. Feroras pomógł swojemu bratankowi Aleksandrowi napisać dzieło skierowane przeciwko Herodowi Wielkiemu. Wkrótce potem do Jerozolimy przybył Archelaos, król Kapadocji i teść Aleksandra. Doprowadził on do przejściowego pojednania w rodzie Heroda.
W 9/8 p.n.e. Feroras uczestniczył w procesie swoich bratanków Aleksandra i Arystobula. Obydwaj zostali straceni, a Ferorasa publicznie obarczano odpowiedzialnością za los bratanków. Pod wpływem żony, nawiązał jeszcze bliższą współpracę z Antypatrem II, zawiązując z nim spisek przeciwko Herodowi. Do spisku weszły także żony Heroda Wielkiego – Doris i przypuszczalnie Mariamme II, znajdujące się – podobnie jak żona Ferorasa – pod silnym wpływem faryzeizmu. Na wieść o tym Herod kazał stracić jednego ze spiskowców, eunucha Bagoasa i wygnać z Jerozolimy żonę Ferorasa, która schroniła się w Perei. Krótko potem Feroras wyjechał ze stolicy do swojej tetrarchii i zapowiedział, że nie wróci do Jerozolimy, dopóki będzie żyć jego brat.
Kiedy Feroras zachorował, wizytę złożył mu Herod Wielki. Krótko potem tetraracha Perei zmarł. Został pochowany w Jerozolimie. Początkowo o otrucie Ferorasa oskarżono Heroda, później kobiety z otoczenia zmarłego z żoną na czele.
Feroras z pierwszego małżeństwa miał trzech synów. O losach pierwszego z nich nic nie wiadomo. Dwaj młodsi poślubili swoje kuzynki, córki Heroda Wielkiego, i zmarli bezpotomnie. Feroras miał też córkę, przypuszczalnie pochodzącą z drugiego małżeństwa. Poślubiła ona nieznanego z imienia syna Antypatra II.